# Campeonato Sudamericano de Baloncesto Femenino de 2018
El Campeonato Sudamericano de Baloncesto Femenino de 2018 se disputó entre el 30 de agosto y el 4 de septiembre en el Coliseo Cubierto San Antonio de Tunja (Colombia). El torneo otorgó cuatro cupos para el AmeriCup femenina FIBA de 2019.
El campeón resultó ser Argentina, quien se coronó tras 70 años.

## Sistema de competición
Las ocho selecciones participantes se dividieron en dos grupos (A y B). Los mejores dos equipos de cada grupo clasificaron a una semifinal donde el primer lugar del Grupo A jugó contra el segundo clasificado del Grupo B y viceversa. Los ganadores de la semifinal avanzaron a la Final.
| Grupo A   | Grupo B   |
| --------- | --------- |
| Paraguay  | Ecuador   |
| Venezuela | Colombia  |
| Brasil    | Argentina |
| Chile     | Perú      |

## Fase preliminar

### Grupo A
|   | Equipo    | Pts | J | G | P | PF  | PC  | Dif |
| - | --------- | --- | - | - | - | --- | --- | --- |
| 1 | Brasil    | 6   | 3 | 3 | 0 | 276 | 183 | +93 |
| 2 | Paraguay  | 5   | 3 | 2 | 1 | 229 | 239 | -10 |
| 3 | Venezuela | 4   | 3 | 1 | 2 | 192 | 218 | -26 |
| 4 | Chile     | 3   | 3 | 0 | 3 | 192 | 249 | -57 |

| 30 de agosto, 13:15                  | Paraguay                             | 73 - 66                              | Chile                                                                                            |  |
| Reporte                              |                                      |                                      |                                                                                                  |  |
| Parciales: 17–21, 15–19, 23–8, 18–18 | Parciales: 17–21, 15–19, 23–8, 18–18 | Parciales: 17–21, 15–19, 23–8, 18–18 | Coliseo Cubierto San Antonio, Tunja Árbitro(s): Julio Anaya Yuliet Méndez Álvarez Carlos Peralta |  |
| P. Ferrari 33                        | Pts                                  | 25 Z. Morrison                       | Coliseo Cubierto San Antonio, Tunja Árbitro(s): Julio Anaya Yuliet Méndez Álvarez Carlos Peralta |  |
| P. Rojas 8                           | Rebs                                 | 14 Z. Morrison                       | Coliseo Cubierto San Antonio, Tunja Árbitro(s): Julio Anaya Yuliet Méndez Álvarez Carlos Peralta |  |
| P. Ferrari y M. Mercado 3            | Asists                               | 6 B. Cousiño                         | Coliseo Cubierto San Antonio, Tunja Árbitro(s): Julio Anaya Yuliet Méndez Álvarez Carlos Peralta |  |

| 30 de agosto, 17:45                 | Venezuela                           | 42 - 77                             | Brasil |  |
| Reporte                             |                                     |                                     | |  |
| Parciales: 12–20, 13–14, 8–18, 9–25 | Parciales: 12–20, 13–14, 8–18, 9–25 | Parciales: 12–20, 13–14, 8–18, 9–25 | Coliseo Cubierto San Antonio, Tunja Árbitro(s): Andrés Bartel Virginia Soledad Peruchini Carlos Andrés Vélez Londono |  |
| I. Márquez 11                       | Pts                                 | 15 C. Dos Santos                    | Coliseo Cubierto San Antonio, Tunja Árbitro(s): Andrés Bartel Virginia Soledad Peruchini Carlos Andrés Vélez Londono |  |
| D. Wallen 4                         | Rebs                                | 10 E. De Souza                      | Coliseo Cubierto San Antonio, Tunja Árbitro(s): Andrés Bartel Virginia Soledad Peruchini Carlos Andrés Vélez Londono |  |
| W. Pérez 3                          | Asists                              | 5 B. Honorio                        | Coliseo Cubierto San Antonio, Tunja Árbitro(s): Andrés Bartel Virginia Soledad Peruchini Carlos Andrés Vélez Londono |  |

| 31 de agosto, 13:15                   | Brasil                                | 100 - 75                              | Paraguay                                                                                        |  |
| Reporte                               |                                       |                                       |                                                                                                 |  |
| Parciales: 23–18, 21–21, 31–16, 25–20 | Parciales: 23–18, 21–21, 31–16, 25–20 | Parciales: 23–18, 21–21, 31–16, 25–20 | Coliseo Cubierto San Antonio, Tunja Árbitro(s): Andrés Bartel Yuliet Méndez Álvarez Julio Anaya |  |
| J. De Paula 27                        | Pts                                   | 17 T. Insfran                         | Coliseo Cubierto San Antonio, Tunja Árbitro(s): Andrés Bartel Yuliet Méndez Álvarez Julio Anaya |  |
| C. Dos Santos 15                      | Rebs                                  | 3 4 jugadoras                         | Coliseo Cubierto San Antonio, Tunja Árbitro(s): Andrés Bartel Yuliet Méndez Álvarez Julio Anaya |  |
| B. Honorio 6                          | Asists                                | 3 P. Ferrari                          | Coliseo Cubierto San Antonio, Tunja Árbitro(s): Andrés Bartel Yuliet Méndez Álvarez Julio Anaya |  |

| 31 de agosto, 17:45                   | Chile                                 | 60 - 77                               | Venezuela |  |
| Reporte                               |                                       |                                       | |  |
| Parciales: 20–20, 12–16, 12–20, 16–21 | Parciales: 20–20, 12–16, 12–20, 16–21 | Parciales: 20–20, 12–16, 12–20, 16–21 | Coliseo Cubierto San Antonio, Tunja Árbitro(s): Carlos Peralta Virginia Soledad Peruchini Carlos Andrés Vélez Londono |  |
| T. Gómez 18                           | Pts                                   | 27 D. Wallen                          | Coliseo Cubierto San Antonio, Tunja Árbitro(s): Carlos Peralta Virginia Soledad Peruchini Carlos Andrés Vélez Londono |  |
| Z. Morrison 10                        | Rebs                                  | 8 I. Márquez                          | Coliseo Cubierto San Antonio, Tunja Árbitro(s): Carlos Peralta Virginia Soledad Peruchini Carlos Andrés Vélez Londono |  |
| J. Novion 9                           | Asists                                | 7 I. Márquez y W. Pérez               | Coliseo Cubierto San Antonio, Tunja Árbitro(s): Carlos Peralta Virginia Soledad Peruchini Carlos Andrés Vélez Londono |  |

| 1 de septiembre, 12:15               | Paraguay                             | 81 - 73                              | Venezuela                                                                                               |  |
| Reporte                              |                                      |                                      | |  |
| Parciales: 22–9, 20–21, 17–19, 22–24 | Parciales: 22–9, 20–21, 17–19, 22–24 | Parciales: 22–9, 20–21, 17–19, 22–24 | Coliseo Cubierto San Antonio, Tunja Árbitro(s): Andrés Bartel Virginia Soledad Peruchini Carlos Peralta |  |
| P. Ferrari 29                        | Pts                                  | 21 I. Márquez                        | Coliseo Cubierto San Antonio, Tunja Árbitro(s): Andrés Bartel Virginia Soledad Peruchini Carlos Peralta |  |
| M. Caraves 9                         | Rebs                                 | 10 Y. Corrales                       | Coliseo Cubierto San Antonio, Tunja Árbitro(s): Andrés Bartel Virginia Soledad Peruchini Carlos Peralta |  |
| M. Mercado 6                         | Asists                               | 7 I. Márquez                         | Coliseo Cubierto San Antonio, Tunja Árbitro(s): Andrés Bartel Virginia Soledad Peruchini Carlos Peralta |  |

| 1 de septiembre, 16:45                | Brasil                                | 99 - 66                               | Chile |  |
| Reporte                               |                                       |                                       | |  |
| Parciales: 28–20, 22–15, 25–16, 24–15 | Parciales: 28–20, 22–15, 25–16, 24–15 | Parciales: 28–20, 22–15, 25–16, 24–15 | Coliseo Cubierto San Antonio, Tunja Árbitro(s): Yuliet Méndez Álvarez Carlos Andrés Vélez Londono Leydys Castellón Baro |  |
| J. De Paula 20                        | Pts                                   | 16 T. Gómez                           | Coliseo Cubierto San Antonio, Tunja Árbitro(s): Yuliet Méndez Álvarez Carlos Andrés Vélez Londono Leydys Castellón Baro |  |
| I. Sangalli 9                         | Rebs                                  | 9 T. Gómez                            | Coliseo Cubierto San Antonio, Tunja Árbitro(s): Yuliet Méndez Álvarez Carlos Andrés Vélez Londono Leydys Castellón Baro |  |
| B. Honorio 7                          | Asists                                | 4 B. Cousiño                          | Coliseo Cubierto San Antonio, Tunja Árbitro(s): Yuliet Méndez Álvarez Carlos Andrés Vélez Londono Leydys Castellón Baro |  |

### Grupo B
|   | Equipo    | Pts | J | G | P | PF  | PC  | Dif  |
| - | --------- | --- | - | - | - | --- | --- | ---- |
| 1 | Argentina | 6   | 3 | 3 | 0 | 219 | 135 | +86  |
| 2 | Colombia  | 5   | 3 | 2 | 1 | 220 | 134 | +86  |
| 3 | Ecuador   | 4   | 3 | 1 | 2 | 138 | 200 | -62  |
| 4 | Perú      | 3   | 3 | 0 | 3 | 62  | 220 | -108 |

| 30 de agosto, 15:30                  | Argentina                            | 74 - 41                              | Ecuador |  |
| Reporte                              |                                      |                                      | |  |
| Parciales: 25–10, 16–12, 20–10, 13–9 | Parciales: 25–10, 16–12, 20–10, 13–9 | Parciales: 25–10, 16–12, 20–10, 13–9 | Coliseo Cubierto San Antonio, Tunja Árbitro(s): Marcos Benito Nicolás Daniel Flores Ávalos Leydys Castellón Baro |  |
| A. Boquete 12                        | Pts                                  | 7 M. Mogollón                        | Coliseo Cubierto San Antonio, Tunja Árbitro(s): Marcos Benito Nicolás Daniel Flores Ávalos Leydys Castellón Baro |  |
| A. Leiva 9                           | Rebs                                 | 7 M. Caicedo                         | Coliseo Cubierto San Antonio, Tunja Árbitro(s): Marcos Benito Nicolás Daniel Flores Ávalos Leydys Castellón Baro |  |
| M. Gretter 5                         | Asists                               | 3 M. Caicedo y D. Lasso              | Coliseo Cubierto San Antonio, Tunja Árbitro(s): Marcos Benito Nicolás Daniel Flores Ávalos Leydys Castellón Baro |  |

| 30 de agosto, 20:00                | Perú                               | 28 - 84                            | Colombia |  |
| Reporte                            |                                    |                                    | |  |
| Parciales: 1–26, 7–15, 8–17, 12–26 | Parciales: 1–26, 7–15, 8–17, 12–26 | Parciales: 1–26, 7–15, 8–17, 12–26 | Coliseo Cubierto San Antonio, Tunja Árbitro(s): Daniel García Alejandra Gaytán Felipe Guillermo Valenzuela Barrera |  |
| V. Escudero 7                      | Pts                                | 17 M. Caicedo                      | Coliseo Cubierto San Antonio, Tunja Árbitro(s): Daniel García Alejandra Gaytán Felipe Guillermo Valenzuela Barrera |  |
| X. Vega 10                         | Rebs                               | 10 L. Córdoba                      | Coliseo Cubierto San Antonio, Tunja Árbitro(s): Daniel García Alejandra Gaytán Felipe Guillermo Valenzuela Barrera |  |
| 6 jugadoras 1                      | Asists                             | 6 M. Ríos                          | Coliseo Cubierto San Antonio, Tunja Árbitro(s): Daniel García Alejandra Gaytán Felipe Guillermo Valenzuela Barrera |  |

| 31 de agosto, 15:30                 | Argentina                           | 78 - 33                             | Perú                                                                                                 |  |
| Reporte                             |                                     |                                     | |  |
| Parciales: 18–15, 19–11, 22–1, 19–6 | Parciales: 18–15, 19–11, 22–1, 19–6 | Parciales: 18–15, 19–11, 22–1, 19–6 | Coliseo Cubierto San Antonio, Tunja Árbitro(s): Daniel García Alejandra Gaytán Leydys Castellón Baro |  |
| A. Boquete 14                       | Pts                                 | 15 A. Farfán                        | Coliseo Cubierto San Antonio, Tunja Árbitro(s): Daniel García Alejandra Gaytán Leydys Castellón Baro |  |
| A. Boquete 10                       | Rebs                                | 8 X. Vega                           | Coliseo Cubierto San Antonio, Tunja Árbitro(s): Daniel García Alejandra Gaytán Leydys Castellón Baro |  |
| M. Durso 4                          | Asists                              | 2 L. Guerrero y R. Parodi           | Coliseo Cubierto San Antonio, Tunja Árbitro(s): Daniel García Alejandra Gaytán Leydys Castellón Baro |  |

| 31 de agosto, 20:00                | Ecuador                            | 39 - 75                            | Colombia |  |
| Reporte                            |                                    |                                    | |  |
| Parciales: 7–25, 8–15, 21–15, 3–20 | Parciales: 7–25, 8–15, 21–15, 3–20 | Parciales: 7–25, 8–15, 21–15, 3–20 | Coliseo Cubierto San Antonio, Tunja Árbitro(s): Marcos Benito Nicolás Daniel Flores Ávalos Felipe Guillermo Valenzuela Barrera |  |
| M. Caicedo 11                      | Pts                                | 19 M. Caicedo                      | Coliseo Cubierto San Antonio, Tunja Árbitro(s): Marcos Benito Nicolás Daniel Flores Ávalos Felipe Guillermo Valenzuela Barrera |  |
| M. Mogollón 8                      | Rebs                               | 10 L. Córdoba                      | Coliseo Cubierto San Antonio, Tunja Árbitro(s): Marcos Benito Nicolás Daniel Flores Ávalos Felipe Guillermo Valenzuela Barrera |  |
| A. Barahona 2                      | Asists                             | 4 M. Ríos y J. Muñoz               | Coliseo Cubierto San Antonio, Tunja Árbitro(s): Marcos Benito Nicolás Daniel Flores Ávalos Felipe Guillermo Valenzuela Barrera |  |

| 1 de septiembre, 14:30              | Ecuador                             | 58 - 51                             | Perú |  |
| Reporte                             |                                     |                                     | |  |
| Parciales: 13–14, 18–5, 7–19, 20–13 | Parciales: 13–14, 18–5, 7–19, 20–13 | Parciales: 13–14, 18–5, 7–19, 20–13 | Coliseo Cubierto San Antonio, Tunja Árbitro(s): Alejandra Gaytán Nicolás Daniel Flores Ávalos Felipe Guillermo Valenzuela Barrera |  |
| D. Salcedo 15                       | Pts                                 | 27 A. Farfán                        | Coliseo Cubierto San Antonio, Tunja Árbitro(s): Alejandra Gaytán Nicolás Daniel Flores Ávalos Felipe Guillermo Valenzuela Barrera |  |
| A. Barahona 10                      | Rebs                                | 12 X. Vega                          | Coliseo Cubierto San Antonio, Tunja Árbitro(s): Alejandra Gaytán Nicolás Daniel Flores Ávalos Felipe Guillermo Valenzuela Barrera |  |
| 3 jugadoras 2                       | Asists                              | 2 X. Vega                           | Coliseo Cubierto San Antonio, Tunja Árbitro(s): Alejandra Gaytán Nicolás Daniel Flores Ávalos Felipe Guillermo Valenzuela Barrera |  |

| 1 de septiembre, 19:00               | Colombia                             | 61 - 67                              | Argentina                                                                               |  |
| Reporte                              |                                      |                                      |                                                                                         |  |
| Parciales: 18–16, 12–7, 16–17, 15–27 | Parciales: 18–16, 12–7, 16–17, 15–27 | Parciales: 18–16, 12–7, 16–17, 15–27 | Coliseo Cubierto San Antonio, Tunja Árbitro(s): Marcos Benito Julio Anaya Daniel García |  |
| M. Martínez 14                       | Pts                                  | 17 A. Burani                         | Coliseo Cubierto San Antonio, Tunja Árbitro(s): Marcos Benito Julio Anaya Daniel García |  |
| D. Prens 7                           | Rebs                                 | 11 M. Gretter                        | Coliseo Cubierto San Antonio, Tunja Árbitro(s): Marcos Benito Julio Anaya Daniel García |  |
| M. Ríos y J. Muñoz 3                 | Asists                               | 8 M. Gretter                         | Coliseo Cubierto San Antonio, Tunja Árbitro(s): Marcos Benito Julio Anaya Daniel García |  |

## Fase final

### Clasificación del 5.º al 8.º puesto
|  | Semifinales del 5.º al 8.º | Semifinales del 5.º al 8.º | Semifinales del 5.º al 8.º |         |           | 5.º y 6.º puesto | 5.º y 6.º puesto | 5.º y 6.º puesto |  |
|  |                            |                            |                            |         |           |                  |                  |                  |  |
|  |                            |                            |                            |         |           |                  |                  |                  |  |
|  | Venezuela                  | Venezuela                  | 76                         |         |           |                  |                  |                  |  |
|  | Venezuela                  | Venezuela                  | 76                         |         |           |                  |                  |                  |  |
|  | Perú                       | Perú                       | 62                         |         |           |                  |                  |                  |  |
|  | Perú                       | Perú                       | 62                         |         | Venezuela | Venezuela        | 85               |                  |  |
|  |                            |                            |                            |         | Venezuela | Venezuela        | 85               |                  |  |
|  |                            |                            | Ecuador                    | Ecuador | 60        |                  |                  |                  |  |
|  | Chile                      | Chile                      | Ecuador                    | Ecuador | 60        | 61               |                  |                  |  |
|  | Chile                      | Chile                      |                            |         |           | 61               |                  |                  |  |
|  | Ecuador                    | Ecuador                    | 68                         |         |           | 7.º y 8.º puesto | 7.º y 8.º puesto | 7.º y 8.º puesto |  |
|  | Ecuador                    | Ecuador                    | 68                         |         |           | 7.º y 8.º puesto | 7.º y 8.º puesto | 7.º y 8.º puesto |  |
|  |                            |                            |                            |         |           |                  |                  |                  |  |
|  |                            |                            |                            |         |           | Perú             | Perú             | 70               |  |
|  |                            |                            |                            |         |           | Perú             | Perú             | 70               |  |
|  |                            |                            |                            |         |           | Chile            | Chile            | 80               |  |
|  |                            |                            |                            |         |           | Chile            | Chile            | 80               |  |
|  |                            |                            |                            |         |           |                  |                  |                  |  |

#### Semifinales del 5.º al 8.º puesto
| 3 de septiembre, 13:15              | Venezuela                           | 76 - 62                             | Perú |  |
| Reporte                             |                                     |                                     | |  |
| Parciales: 22–8, 21–21, 16–9, 17–24 | Parciales: 22–8, 21–21, 16–9, 17–24 | Parciales: 22–8, 21–21, 16–9, 17–24 | Coliseo Cubierto San Antonio, Tunja Árbitro(s): Carlos Andrés Vélez Londono Nicolás Daniel Flores Ávalos Leydys Castellón Baro |  |
| D. Wallen 13                        | Pts                                 | 18 L. Guerrero                      | Coliseo Cubierto San Antonio, Tunja Árbitro(s): Carlos Andrés Vélez Londono Nicolás Daniel Flores Ávalos Leydys Castellón Baro |  |
| M. Garate 10                        | Rebs                                | 12 X. Vega                          | Coliseo Cubierto San Antonio, Tunja Árbitro(s): Carlos Andrés Vélez Londono Nicolás Daniel Flores Ávalos Leydys Castellón Baro |  |
| W. Pérez 10                         | Asists                              | 3 X. Vega                           | Coliseo Cubierto San Antonio, Tunja Árbitro(s): Carlos Andrés Vélez Londono Nicolás Daniel Flores Ávalos Leydys Castellón Baro |  |

| 3 de septiembre, 15:30              | Chile                               | 61 - 68                             | Ecuador                                                                                              |  |
| Reporte                             |                                     |                                     | |  |
| Parciales: 18–24, 16–7, 8–17, 19–20 | Parciales: 18–24, 16–7, 8–17, 19–20 | Parciales: 18–24, 16–7, 8–17, 19–20 | Coliseo Cubierto San Antonio, Tunja Árbitro(s): Marcos Benito Yuliet Méndez Álvarez Alejandra Gaytán |  |
| Z. Morrison 23                      | Pts                                 | 22 M. Caicedo                       | Coliseo Cubierto San Antonio, Tunja Árbitro(s): Marcos Benito Yuliet Méndez Álvarez Alejandra Gaytán |  |
| T. Gómez 12                         | Rebs                                | 7 M. Caicedo                        | Coliseo Cubierto San Antonio, Tunja Árbitro(s): Marcos Benito Yuliet Méndez Álvarez Alejandra Gaytán |  |
| B. Cousiño 5                        | Asists                              | 6 D. Lasso                          | Coliseo Cubierto San Antonio, Tunja Árbitro(s): Marcos Benito Yuliet Méndez Álvarez Alejandra Gaytán |  |

#### Partido por el 7.º puesto
| 4 de septiembre, 13:15                | Perú                                  | 70 - 80                               | Chile                                           |  |
| Reporte                               |                                       |                                       |                                                 |  |
| Parciales: 18–18, 14–23, 17–18, 21–21 | Parciales: 18–18, 14–23, 17–18, 21–21 | Parciales: 18–18, 14–23, 17–18, 21–21 | Coliseo Cubierto San Antonio, Tunja Árbitro(s): |  |
| A. Farfán 19                          | Pts                                   | 20 T. Gómez                           | Coliseo Cubierto San Antonio, Tunja Árbitro(s): |  |
| X. Vega 7                             | Rebs                                  | 8 T. Gómez                            | Coliseo Cubierto San Antonio, Tunja Árbitro(s): |  |
| A. Farfán 4                           | Asists                                | 5 D. Troncoso                         | Coliseo Cubierto San Antonio, Tunja Árbitro(s): |  |

#### Partido por el 5.º puesto
| 4 de septiembre, 15:30                | Venezuela                             | 85 - 60                               | Ecuador                                         |  |
| Reporte                               |                                       |                                       |                                                 |  |
| Parciales: 28–18, 22–15, 20–14, 15–13 | Parciales: 28–18, 22–15, 20–14, 15–13 | Parciales: 28–18, 22–15, 20–14, 15–13 | Coliseo Cubierto San Antonio, Tunja Árbitro(s): |  |
| D. Wallen 23                          | Pts                                   | 14 K. Yépez                           | Coliseo Cubierto San Antonio, Tunja Árbitro(s): |  |
| D. Wallen 12                          | Rebs                                  | 6 K. Yepez                            | Coliseo Cubierto San Antonio, Tunja Árbitro(s): |  |
| D. Wallen 7                           | Asists                                | 2 A. Barahona                         | Coliseo Cubierto San Antonio, Tunja Árbitro(s): |  |

### Clasificación del 1.º al 4.º puesto
|  | Semifinales | Semifinales | Semifinales |           |        | Final            | Final            | Final            |  |
|  |             |             |             |           |        |                  |                  |                  |  |
|  |             |             |             |           |        |                  |                  |                  |  |
|  | Brasil      | Brasil      | 67          |           |        |                  |                  |                  |  |
|  | Brasil      | Brasil      | 67          |           |        |                  |                  |                  |  |
|  | Colombia    | Colombia    | 58          |           |        |                  |                  |                  |  |
|  | Colombia    | Colombia    | 58          |           | Brasil | Brasil           | 64               |                  |  |
|  |             |             |             |           | Brasil | Brasil           | 64               |                  |  |
|  |             |             | Argentina   | Argentina | 65     |                  |                  |                  |  |
|  | Argentina   | Argentina   | Argentina   | Argentina | 65     | 80               |                  |                  |  |
|  | Argentina   | Argentina   |             |           |        | 80               |                  |                  |  |
|  | Paraguay    | Paraguay    | 67          |           |        | 3.º y 4.º puesto | 3.º y 4.º puesto | 3.º y 4.º puesto |  |
|  | Paraguay    | Paraguay    | 67          |           |        | 3.º y 4.º puesto | 3.º y 4.º puesto | 3.º y 4.º puesto |  |
|  |             |             |             |           |        |                  |                  |                  |  |
|  |             |             |             |           |        | Colombia         | Colombia         | 83               |  |
|  |             |             |             |           |        | Colombia         | Colombia         | 83               |  |
|  |             |             |             |           |        | Paraguay         | Paraguay         | 78               |  |
|  |             |             |             |           |        | Paraguay         | Paraguay         | 78               |  |
|  |             |             |             |           |        |                  |                  |                  |  |

#### Semifinales
| 3 de septiembre, 17:45                | Argentina                             | 80 - 67                               | Paraguay |  |
| Reporte                               |                                       |                                       | |  |
| Parciales: 14–20, 17–16, 31–11, 18–20 | Parciales: 14–20, 17–16, 31–11, 18–20 | Parciales: 14–20, 17–16, 31–11, 18–20 | Coliseo Cubierto San Antonio, Tunja Árbitro(s): Daniel García Julio Anaya Felipe Guillermo Valenzuela Barrera |  |
| D. González 23                        | Pts                                   | 17 M. Peralta                         | Coliseo Cubierto San Antonio, Tunja Árbitro(s): Daniel García Julio Anaya Felipe Guillermo Valenzuela Barrera |  |
| A. Burani 9                           | Rebs                                  | 9 M. Peralta                          | Coliseo Cubierto San Antonio, Tunja Árbitro(s): Daniel García Julio Anaya Felipe Guillermo Valenzuela Barrera |  |
| A. Burani y D. González 3             | Asists                                | 6 M. Mercado                          | Coliseo Cubierto San Antonio, Tunja Árbitro(s): Daniel García Julio Anaya Felipe Guillermo Valenzuela Barrera |  |

| 3 de septiembre, 20:00               | Brasil                               | 67 - 58                              | Colombia                                                                                                |  |
| Reporte                              |                                      |                                      | |  |
| Parciales: 23–19, 12–20, 20–2, 12–17 | Parciales: 23–19, 12–20, 20–2, 12–17 | Parciales: 23–19, 12–20, 20–2, 12–17 | Coliseo Cubierto San Antonio, Tunja Árbitro(s): Andrés Bartel Virginia Soledad Peruchini Carlos Peralta |  |
| C. Dos Santos 21                     | Pts                                  | 18 N. Mosquera                       | Coliseo Cubierto San Antonio, Tunja Árbitro(s): Andrés Bartel Virginia Soledad Peruchini Carlos Peralta |  |
| C. Dos Santos 13                     | Rebs                                 | 8 J. Muñoz                           | Coliseo Cubierto San Antonio, Tunja Árbitro(s): Andrés Bartel Virginia Soledad Peruchini Carlos Peralta |  |
| B. Honorio 8                         | Asists                               | 7 M. Martínez                        | Coliseo Cubierto San Antonio, Tunja Árbitro(s): Andrés Bartel Virginia Soledad Peruchini Carlos Peralta |  |

#### Partido por el 3.º puesto
| 4 de septiembre, 17:45               | Colombia                             | 83 - 78                              | Paraguay                                        |  |
| Reporte                              |                                      |                                      |                                                 |  |
| Parciales: 26–20, 20–22, 18–7, 19–29 | Parciales: 26–20, 20–22, 18–7, 19–29 | Parciales: 26–20, 20–22, 18–7, 19–29 | Coliseo Cubierto San Antonio, Tunja Árbitro(s): |  |
| N. Mosquera 25                       | Pts                                  | 34 P. Ferrari                        | Coliseo Cubierto San Antonio, Tunja Árbitro(s): |  |
| Y. Arias 10                          | Rebs                                 | 11 M. Peralta                        | Coliseo Cubierto San Antonio, Tunja Árbitro(s): |  |
| Y. Arias 6                           | Asists                               | 5 P. Ferrari                         | Coliseo Cubierto San Antonio, Tunja Árbitro(s): |  |

#### Final
| 4 de septiembre, 20:00               | Brasil                               | 64 - 65                              | Argentina                                       |  |
| Reporte                              |                                      |                                      |                                                 |  |
| Parciales: 17–8, 15–12, 16–22, 16–23 | Parciales: 17–8, 15–12, 16–22, 16–23 | Parciales: 17–8, 15–12, 16–22, 16–23 | Coliseo Cubierto San Antonio, Tunja Árbitro(s): |  |
| C. Dos Santos 19                     | Pts                                  | 13 A. Boquete y M. Rosset            | Coliseo Cubierto San Antonio, Tunja Árbitro(s): |  |
| C. Dos Santos 15                     | Rebs                                 | 6 V. Llorente                        | Coliseo Cubierto San Antonio, Tunja Árbitro(s): |  |
| C. Dos Santos y B. Honorio 4         | Asists                               | 4 M. Gretter                         | Coliseo Cubierto San Antonio, Tunja Árbitro(s): |  |

|                   |
| Argentina         |
| Campeón Argentina |
| 2.º título        |

## Tabla general
|                   | Equipo    | Pts | J | Gl | P | PF  | PC  | Dif  |
| ----------------- | --------- | --- | - | -- | - | --- | --- | ---- |
| Medalla de oro    | Argentina | 10  | 5 | 5  | 0 | 364 | 266 | +98  |
| Medalla de plata  | Brasil    | 9   | 5 | 4  | 1 | 407 | 306 | +101 |
| Medalla de bronce | Colombia  | 8   | 5 | 3  | 2 | 361 | 279 | +82  |
| 4                 | Paraguay  | 7   | 5 | 2  | 3 | 374 | 402 | -28  |
|                   |           |     |   |    |   |     |     |      |
| 5                 | Venezuela | 8   | 5 | 3  | 2 | 353 | 340 | +13  |
| 6                 | Ecuador   | 7   | 5 | 2  | 3 | 266 | 346 | -80  |
| 7                 | Chile     | 6   | 5 | 1  | 4 | 333 | 387 | -54  |
| 8                 | Perú      | 5   | 5 | 0  | 5 | 194 | 376 | -182 |